# Angwier
Angwier  is een buurtschap in de gemeente Leeuwarden, in de Nederlandse provincie Friesland. Angwier ligt ten zuiden van de stad Leeuwarden, direct ten noorden van Warga aan de Warstienserdyk. De buurtschap bestaat uit enkele bij elkaar gelegen woningen en boerderijen.
In 1543 werd de plaats vermeld als Angweer. De naam zou mogelijk verwijzen naar een gelijknamige terp. Het eerste deel van de naam is onduidelijk.
Tot 1984 hoorde het tot de gemeente Idaarderadeel en van 1984 tot 2014 tot de gemeente Boornsterhem.
Steden, dorpen en gehuchten: Aegum · Baard · Beers · Britsum · Cornjum · Finkum · Friens · Goutum · Grouw · Hempens · Hijlaard · Hijum · Huins · Idaard · Irnsum · Jellum · Jelsum · Jorwerd · Leeuwarden · Lekkum · Lions · Mantgum · Miedum · Oosterlittens · Oude Leije · Roordahuizum · Snakkerburen · Stiens · Swichum · Teerns · Warstiens · Wartena · Warga · Weidum · Wirdum · Wytgaard

Buurtschappen: Abbengawier · Angwier · Baardburen · Bartlehiem (deels) · Barrahuis · De Hem · Domwier · Fons · Groote Bontekoe · Gotum · Hezens · Horne · Hofland · Hoptille · Marwird · Midsburen · Naarderburen · Noordend · Oude Schouw (deels) · Poelhuizen · Rewerd (deels) · Schillaard · Schrins · Tichelwerk · Tjaard · Tjeintgum · Truurd · Tsienzerburen · Vensterburen · Vierhuis · Vrouwbuurtstermolen (deels) · Wammerd · Wiel · Wieuwens · Wilaard · Zuiderburen · Zuiderend

Voormalige buurtschappen: De Drie Romers · Hoek

Friesland: Steden en dorpen      Nederland: Provincies · Gemeenten